# Zuiho
La Zuiho fu una portaerei leggera in servizio con la marina imperiale giapponese nel corso della seconda guerra mondiale. Costruita originariamente come petroliera Takasaki nel 1934 e successivamente riclassificata come tender, fu convertita in portaerei nel 1940, quando la marina imperiale giapponese riconobbe l'importanza delle portaerei. Identica alla propria nave gemella Shoho, la Zuiho disponeva di 12 caccia Mitsubishi A5M e 12 Nakajima B5N armati di siluri. La Zuiho fu affondata nel corso dell seconda guerra mondiale da forze statunitensi in seguito alla Battaglia del Golfo di Leyte.